# 押田岳
押田 岳（おしだ がく、1997年4月9日 - ）は、日本の俳優。
神奈川県横須賀市出身。株式会社G-STAR.PRO所属。

## 略歴
2016年11月、第29回 ジュノン・スーパーボーイ・コンテストでグランプリ受賞し、芸能界入り。
2017年、バラエティ番組『痛快TV スカッとジャパン』でテレビ初出演。FODオリジナルドラマ『ぼくは麻理のなか』でドラマ初出演。同年8月、舞台『オサエロ』で舞台初出演。
2018年、特撮テレビドラマ『仮面ライダージオウ』に明光院ゲイツ / 仮面ライダーゲイツ役で出演。
2021年3月31日に、エヴァーグリーン・エンタテイメントの退所を発表。翌2022年1月1日に、株式会社G-STAR.PROに所属することを発表した。

## 人物
- 神奈川県立横須賀高等学校68期卒業[6]、早稲田大学人間科学部卒業[7]。
- 身長175cm、足のサイズ26.5cm[2]。普通自動車免許、大型二輪免許、一級小型船舶操縦免許保有[8][9]。趣味はストリートダンス、スケートボード[2]。
- 小学2年生からダンススクールに通い始め、学生時代はストリートダンス部に所属していた[7]。ブレイクダンスが得意で[10]、他にもヒップホップ、ポッピン、ロッキン、ハウスなどを踊ることができる[2]。『仮面ライダージオウ』ではアクションシーンや変身ポーズにストリートダンスの要素が活かされている[11] 。
- 仮面ライダーシリーズでは、主役仮面ライダーよりも『仮面ライダー剣』の仮面ライダーカリスや『仮面ライダー555』の仮面ライダーカイザなどサブライダーを愛好している[11]。なお、『ゲイツ、マジェスティ』のキャストトークショーでは「1年間ジオウと一緒に戦っていたら、ジオウが一番好きになった」と語っている[12][13]。また、一番気に入っている変身フォームはゲイツリバイブ剛烈。最初のパワーアップフォームであり、合成の多いゲイツリバイブ疾風よりもスーツアクターの縄田雄哉のアクションを見られるためだという[12][13]。
- 『仮面ライダージオウ』で自身が演じるゲイツが『仮面ライダー龍騎』の秋山蓮/仮面ライダーナイトに似ていると言われることには光栄に感じているという[11]。
- 『オオカミくんには騙されない』では映像制作のリーダーとして監督を務めた[14][15]。その際に映像制作監修をしていた東市篤憲とは縁があり、後に東市が監督を務めるyukaDD(;´∀｀)『Superhero』MVに出演した[16][17]。
- 『仮面ライダージオウ』第17話、第18話で多和田任益と共演したが、その際の人柄の良さやダンス歴をかわれて、梅棒11th STAGE『ラヴ・ミー・ドゥー!!』に客演することとなった[10][18]。
- 舞台『西遊記』（主演・片岡愛之助、演出・堤幸彦）に出演した際は、エンディング登場時にブレイクダンスを披露した。
- 『仮面ライダージオウ』の出演がきっかけで大型二輪免許を取得。愛車はカスタムしたホンダ「スティード」。[19]

## 出演

### テレビドラマ
- ぼくは麻理のなか 第2話（2017年10月24日、フジテレビ） - シュン 役[20]
- アンナチュラル 第7話（2018年2月23日、TBS） - 松本 役[21]
- 覚悟はいいかそこの女子。 第4話（2018年7月16日、MBS / 7月18日、TBS） - 樋口太一 役[22]
- 仮面ライダージオウ（2018年9月2日 - 2019年8月25日、テレビ朝日） - 明光院ゲイツ / 仮面ライダーゲイツ 役[23]
- 月曜名作劇場 警視庁南平班～七人の刑事～⑪（2018年10月29日、TBS） - 湊雄介 役[24]
- 月曜名作劇場 今野敏サスペンス 隠蔽捜査〜去就〜（2019年3月11日、TBS） - 若者 役[25]
- ドクターX〜外科医・大門未知子〜 第6期 第5話（2019年11月14日、テレビ朝日） - ヤンキーカップル 役[26]
- カメラテスト（2020年4月4日、フジテレビ） - 白玉悟 役[27]
- 特捜9 season3 第1話（2020年4月8日、テレビ朝日） - 警察官 役[28]
- 社内マリッジハニー（2020年11月13日 - 12月25日、MBS） - 山形悠貴 役[29][30]
- 不幸くんはキスするしかない！（2022年4月22日 - 6月10日、MBS） - 辻村朔 役[31]
- 世にも奇妙な物語 '22夏の特別編「ストーリーテラー」（2022年6月18日、フジテレビ） - 観客B 役[32]
- 遺留捜査 第7シリーズ 第1話（2022年7月14日、テレビ朝日） - 五条慶太 役[33]
- 親愛なる僕へ殺意をこめて 第1話（2022年10月5日、フジテレビ） - 大学生 役[34]
- 大奥 三代将軍家光・万里小路有功編 第4話・第5話（2023年1月31日・2月7日、NHK） - 溝口左京 / お夏の方 役[35][36]
- 晩酌の流儀2 第2話（2023年7月14日、テレビ東京） - 翔太 役[37]
- トリリオンゲーム 第2話（2023年7月21日、TBS） - 金田大地 役[38]
- その結婚、正気ですか?（2023年8月7日 - 9月25日、TOKYO MX1） - 高瀬春人 役[39]
- キューピッドがいるラブホテル 第3弾（2023年12月29日、テレビ朝日[40]）
- Sugar Sugar Honey（2024年2月5日 - 3月25日、TOKYO MX） - 赤西颯太 役[41]
- コスメティック・プレイラバー（2024年8月6日 - 27日、フジテレビ） - 佐橋天真 役[42]
- グラぱらっ!（2025年7月7日 - 、朝日放送テレビ） - 隅田忍 役[43]

### テレビ番組
- 痛快TV スカッとジャパン 胸キュンスカッと「君への頼みごとは…」（2017年9月11日、フジテレビ） - 森野博一 役
- 東大王（2020年1月29日・2月12日・9月16日・10月21日・12月9日、TBS）[44]
- あざとくて何が悪いの?（2021年1月23日・4月17日、テレビ朝日） - タツヤ 役[45][46]
- THE突破ファイル File.3「草薙アルバイト」（2021年3月4日、日本テレビ） - 押田貴志 役[47]

### 映画
- 一礼して、キス（2017年11月11日、東急レクリエーション） - 弓道部員 役[48]
- ルームロンダリング（2018年7月7日、ファントム・フィルム） - 入居希望者 役[49]
- サムライせんせい（2018年11月16日、スタジオウェイブ） - 佐伯寅之助 役[50]
- 仮面ライダーシリーズ（東映） - 明光院ゲイツ / 仮面ライダーゲイツ 役
  - 平成仮面ライダー20作記念 仮面ライダー平成ジェネレーションズ FOREVER（2018年12月22日）[51]
  - 劇場版 仮面ライダージオウ Over Quartzer（2019年7月26日）[52]
  - 仮面ライダー 令和 ザ・ファースト・ジェネレーション（2019年12月21日）[53]
- 超・少年探偵団NEO -Beginning-（2019年10月25日、coyote） - 中等部生徒 役[54]
- 死神遣いの事件帖 -傀儡夜曲-（2020年6月12日、東映） - 一八 役[55]
- ハニーレモンソーダ（2021年7月9日、松竹）[56]
- 嗚呼、かくも牧場は緑なりけり（2022年12月10日） - 純之介 役[57]
- TikTok怪談×ワンミニ女（2024年1月31日） - 主演・富永翔太 役[58]
- 水平線（2024年3月1日、マジックアワー） - 渡部 役[59][60]
- ファストブレイク（2024年11月22日、ムービック） - 才賀覚 役[61][62]

### オリジナルビデオ
- 仮面ライダーシリーズ
  - てれびくん超バトルDVD 仮面ライダービビビのビビルゲイツ（2019年9月） - 主演・明光院ゲイツ / 仮面ライダーゲイツ 役[63]
  - 仮面ライダージオウ NEXT TIME ゲイツ、マジェスティ（2020年4月22日、東映ビデオ） - 主演・明光院景都 / 仮面ライダーゲイツ 役[64]

### Web配信ドラマ
- ぼくは麻理のなか 第2話（2017年3月31日、FOD） - シュン 役
- 仮面ライダーシリーズ（2018年 - 2021年）
  - 仮面ライダージオウ 補完計画（2018年9月2日 - 12月23日、東映特撮ファンクラブ） - 明光院ゲイツ 役[65]
  - RIDER TIME 仮面ライダー龍騎（2019年3月31日 - 4月14日、ビデオパス） - 明光院ゲイツ / 仮面ライダーゲイツ 役[66]
  - RIDER TIME 仮面ライダージオウ VS ディケイド/7人のジオウ！（2021年2月9日 - 21日、TELASA） - 明光院ゲイツ / 仮面ライダーゲイツ 役[67]
- カメラテスト（2020年3月31日、YouTube 8.8チャンネル） - 白玉悟 役[27]
- あなたの夢叶えますガチャ 〜アイドル編 Aチーム（2020年5月22日・27日、YouTube ドリプラチャンネル） - 観月宏太 役[68][69]
- 拡大戦隊zoomレンジャー ～新ヒーローオーディション編～ 第1話・第2話（2020年6月5日・12日、YouTube 劇団常緑） - 押田岳 役[70]
- ショートドラマ『小世界家の秘密』第19話（2020年7月17日、スモールワールズ TOKYO 公式Twitterアカウント） - 俳優 役[71]
- 主夫メゾン 最終話（2021年3月26日、TELASA） - 野崎 役[48]
- ボーダレス　episode1・3・4・6 - 10（2021年3月7日 - 5月9日、ひかりTV） - 中島和志 役[72]
- 8.2秒の法則 第4話（2022年6月10日、Youtube） - ミヤギシュウト 役[73]
- アクトレス episode1・2・6・8（2023年4月14日 - 6月2日、Lemino） - 中島和志 役[74]
- Chill Camp X（2023年10月3日 - 24日、Ploom X CLUB） - アサイ ハヤト 役
- 今世も落ちる、恋ならば。（2025年5月13日、BUMPドラマ） - 染井蒼（主演） 役[75]
- 続・BLドラマの主演になりました（2025年6月13日 - 7月25日、TELASA） - 山吹若葉 役[76]

### Web配信番組
- オオカミくんには騙されない（2020年8月16日 - 11月1日、AbemaTV）[77][15]
- 最強新コンビ決定戦THEゴールデンコンビ エピソード4（2024年10月31日、Amazonプライムビデオ）- 新郎 役

### 舞台
- オサエロ C班（2017年8月17日 - 21日、Air studio） - 主演・中原修 役[78]
- KEIKI～夏目漱石推理帳～ A-1班・A-2班（2018年1月6日 - 12日、Air studio） - 市村鉄也 役[79]
- 巌流島（2020年）（中止）[注 1]
- 梅棒 11th STAGE『ラヴ・ミー・ドゥー!!』（2021年2月19日 - 28日、サンシャイン劇場 / 3月6日・7日、ウインクあいち / 3月11日 - 14日、COOL JAPAN PARK OSAKA TTホール） - 丈 役[83][84][85]
- 演劇集団Z-Lion 第12回公演『テーマ 我が家の家族』（2022年5月18日 - 22日、俳優座劇場） - 栗田涼 役[86]
- 巌流島（2023年2月10日 - 22日、明治座 / 2月25日・26日、本多の森ホール / 3月1日、新潟県民会館 / 3月4日、あきた芸術劇場 / 3月8日、センチュリーホール / 3月11日・12日、神戸国際会館 / 3月15日、レクザムホール / 3月18日 - 27日、博多座） - 捨吉 役[87]
- 西遊記（2023年11月3日 - 5日、オリックス劇場 / 11月10日 - 23日、博多座 / 12月27日 - 2024年1月2日、御園座 / 1月6日 - 28日、明治座）- 鹿力大仙 役[88]
- 朗読劇「夢から醒めない夢を見よ。」（2024年4月4日 - 14日、シアターサンモール） - 海星 役
- 劇走江戸鴉〜チャリンコ傾奇組〜（2024年10月5日 - 27日、新橋演舞場 / 11月2日 - 10日、大阪松竹座）[89] - 黒鉄仟右衛門 役
- MMJプロデュース公演「しばしとてこそ」（2025年2月21日 - 3月2日、新国立劇場 小劇場）[90]- ミツル 役

### CM・広告
- NTT docomo『うた手紙』第2弾 スマホコンテンツムービー（2018年7月12日 - ）[91]
- 大塚製薬 オロナミンC「仮面ライダージオウ 君の明るい未来」篇（2019年5月5日 - ）
- LINEポケットマネー WEBCM「LINEでお金が借りられる」篇、「いつものLINEで完結」篇、「少額から借りられる」篇｜歌ver（2024年4月9日-）[92][93][94]

### ミュージックビデオ
- yukaDD(;´∀`)『Superhero』（2020年12月11日）[17][95]
- 三浦風雅『未来話』（2022年2月26日）[96][97][98]
- NICE LADY FIRST（THIS VERY DAY）『Color』（2022年12月11日）[99][100]
- androp 『Arata』（2023年7月25日）[101]
- 中島ゆうた『愛を歌いたい』（2024年9月6日）[102]
- VOI SQUARE CAT『有名人になりたくて(Re Arrange ver.)』(2024年9月19日)[103]

### モデル
- SUPER YOHJI YAMAMOTO（2020年9月1日）[104][105]
- DESCENTE『ENERZITE CALM SANDAL』『ENERZITE CALM THONG』（2021年4月28日）[106]

### イベント・ショー
- ジュノン・スーパーボーイ・コンテスト最終選考会
  - 第29回（2016年11月27日） - グランプリ受賞[107]
  - 第30回（2017年11月26日） - OBとして登壇[108]
  - 第31回（2018年11月25日） - OBとして登壇[109]
  - 第32回（2019年11月24日） - OBとして登壇[110]
- 超十代-ULTRA　TEENS　FES-2017＠TOKYO（2017年3月28日、幕張メッセ 国際展示場 6・7ホール）[111][112]
- 超英雄祭 KAMEN RIDER × SUPER SENTAI LIVE & SHOW 2019（2019年1月23日、日本武道館）[113]
- 仮面ライダージオウ スペシャルイベント（2019年5月3日・4日、グランドプリンスホテル新高輪 大宴会場 飛天）[114][115]
- 仮面ライダー龍騎ナイト（2019年5月5日、グランドプリンスホテル新高輪 大宴会場 飛天）[116][117]
- 仮面ライダージオウ ファイナルステージ&番組キャストトークショー（2019年9月29日、オリックス劇場 / 10月5日、福岡サンパレス / 10月12日・13日、中野サンプラザホール）[118][119]
- 東映ムビ×ステ 舞台「死神遣いの事件帖 -幽明奇譚-」アフタートークショー（2022年6月12日、ヒューリックホール東京）[120]
- 渡部秀FAN MEETING 2022（2022年8月27日、全電通労働会館）[121]
- TAWA-EVE. on 29th Birthday（2022年11月5日、DDD青山クロスシアター）[122]
- YUSUKE TAKEMOTO FANMEETING 2023（2023年9月10日、ワテラスコモンホール）
- めんそーりゅ沖縄ファンツアー（2024年2月2日 - 4日）[123]
- 野々宮カスタム2 × LOTTERIA（2024年3月20日、esports Style UENO）
- 第52回 東京モーターサイクルショー バイク好き俳優スペシャルトークショー（2025年3月29日、東京ビッグサイト)[124]
- G2第10回レディースオールスター ボートレーススペシャルライブ（2025年5月15日)[125]

### ゲーム
- 仮面ライダーバトル ガンバライジング（2018年9月6日、アーケード） - 仮面ライダーゲイツ 役
- 仮面ライダー クライマックススクランブル ジオウ（2018年11月29日、Nintendo Switch） - 仮面ライダーゲイツ 役
- 仮面ライダー ブットバソウル（2019年9月、アーケード） - 仮面ライダーゲイツ 役[126]
- 仮面ライダーバトル ガンバレジェンズ（2023年、アーケード） - 仮面ライダーゲイツ 役

### 玩具
- 仮面ライダージオウ DXオーマジオウドライバー（2020年1月） - 明光院ゲイツ 役
- 仮面ライダージオウ DXメモリアルライドウォッチセット（2020年1月） - 明光院ゲイツ 役
- 仮面ライダージオウ NEXT TIME ゲイツ、マジェスティ DXゲイツマジェスティライドウォッチ（2020年4月） - 明光院ゲイツ 役

## ディスコグラフィ

### キャラクターソング
| 発売日       | 商品名                         | 歌                     | 楽曲                | 備考                                     |
| ------------ | ------------------------------ | ---------------------- | ------------------- | ---------------------------------------- |
| 2019年5月1日 | 平成仮面ライダー20作記念ベスト | 明光院ゲイツ（押田岳） | 「FUTURE GUARDIAN」 | テレビドラマ『仮面ライダージオウ』挿入歌 |

## 書籍

### 写真集
- 第29回ジュノン・スーパーボーイ・コンテスト 押田岳 写真集（2016年12月6日、主婦と生活社） - 電子版
- 押田岳ファースト写真集 岳歩 -がくふ-（2019年10月18日、主婦と生活社） - 大型本（ISBN 978-4-391-15395-8）、電子版

### カレンダー
- 押田岳 2020年カレンダー（2019年10月14日、トライエックス）CL-317
- 押田岳 2021年カレンダー（2020年11月2日、トライエックス）CL-316
- 押田岳 2023年4月始まりカレンダー（2023年3月31日）型番(品番):582658-069258
- 押田岳 2024年4月はじまり卓上サイズカレンダー（2024年4月23日）型番(品番):582658-078137
- 押田岳 2025年4月はじまり卓上サイズカレンダー（2025年4月11日）型番(品番):573614-905567

## 掲載情報
基本的に本人インタビュー、対談、座談会等を記載。イベントレポートは除く。
（※JUNON 2016年8月号～2017年2月号まではジュノンボーイコンテストBest100～グランプリに関する記事）

### 雑誌・新聞・フリーペーパー

#### 2016年
- JUNON 2016年8月号、9月号、10月号～12月号（主婦と生活社）

#### 2017年
- JUNON 2017年1月号～3月号、6月号、12月号（主婦と生活社）
- 所祭2017（早稲田大学所沢キャンパス祭2017）
- 早大生協マガジン LaVie Vol.153

#### 2018年
- Myojo 2018年4月号、6月号～12月号（集英社）
- JUNON 2018年2月号、5月号、10月号～12月号（主婦と生活社）

#### 2019年
- Myojo 2019年1月号～12月号（集英社）
- JUNON 2019年1月号～5月号、7月号、9月号～12月号（主婦と生活社）

#### 2020年
- Myojo 2020年1月号～12月号（集英社）
- JUNON 2020年7月号、12月号（主婦と生活社）

#### 2021年
- Myojo 2021年1月号～5月号（集英社）

#### 2022年
- CAREER×CAREER（キャリキャリ）2023年度版（アローコーポレーション）[127]

#### 2023年
- えんぶ 2023年12月号[128][129]
- カンフェティ2023年12月号[130]

#### 2024年
- JUNON 2024年4月号（主婦と生活社）

#### 2025年
- メンズユニット Vol.22（秀麗出版）

### 書籍
- 平成ライダー20作記念! 「仮面ライダー」2000-2018全史（2018年9月20日、宝島社）
- 平成仮面ライダーぴあ（2019年1月20日、ぴあ）
- 仮面ライダージオウ キャラクターブック〜時来〜（2019年4月26日、東京ニュース通信社）
- 渡邊圭祐 1st写真集『その節は。』（2019年6月26日、東京ニュース通信社）
- 仮面ライダー公式アーカイブ FIGHTING TIME ジオウ×ゲイツ（2019年7月18日、実業之日本社）
- 仮面ライダージオウ キャラクターブック TIME.2―時王―（2019年9月26日、東京ニュース通信社）
- ビジュアルシリーズ 仮面ライダージオウ 全バトルクロニクル（2109年10月3日、講談社）
- 仮面ライダーゼロワンぴあ（2019年12月17日、ぴあ）
- 仮面ライダージオウ 超全集/仮面ライダージオウ 超全集 王様BOX（2019年12月20日、小学館）
- 仮面ライダージオウ公式完全読本（2019年12月25日、ホビージャパン）

### Web掲載記事・動画

#### 2016年
- MTRL（2016年11月27日）
- 週刊女性PRIME（2016年12月11日）
- ar web（2016年12月16日）

#### 2017年
- 早稲田ウィークリー（2017年4月18日）
- 早稲田ウィークリー（2017年4月20日）
- ザテレビジョン（2017年11月26日）

#### 2018年
- スタディサプリ進路（2018年10月2日）
- シネマトゥデイ（2018年12月8日）-youtube動画[131]
- 映画ナタリー（2018年12月14日）
- VOCE（2018年12月21日）
- 映画ランド（2018年12月21日）
- アニメイトタイムズ（2018年12月22日）
- cinemas PLUS（2018年12月22日）
- ORICON NEWS（2018年12月23日）
- EMMARY（2018年12月26日）
- 超！アニメディア（2018年12月28日）

#### 2019年
- マイナビニュース （2019年1月4日）
- マイナビニュース（2019年1月11日）
- ORICON NEWS（2019年7月14日）
- ORICON NEWS（2019年7月21日）
- 映画ナタリー（2019年7月19日）
- TOKYO HEADLINE（2019年7月22日）
- ライブドアニュース（2019年7月22日）
- SANSPO.COM（2019年7月22日）
- シネマトゥデイ（2019年7月24日）-youtube動画[132]
- ちゃおチャンネル（2019年7月26日）-youtube動画[133]
- ORICON NEWS（2019年7月27日）-youtube動画[134]
- mamagirl （2019年7月27日）
- ぴあ（2019年7月27日）
- たまひよ（2019年7月27日）
- たまひよ（2019年7月29日）
- ちゃおチャンネル（2019年8月2日）-youtube動画[135]
- マイナビニュース（2019年8月5日）
- ananニュース（2019年8月5日）
- CREA（2019年8月9日）
- タウンワークマガジン（2019年10月18日）
- NYLON.JP『TOKYO IT GIRL BEAUTY #147』（2019年10月24日）-youtube動画[136]
- ぴあ『武田航平 オレニ撮ラセロ！』(第27回)（2019年10月25日）
- ぴあ『武田航平 オレニ撮ラセロ！』(第28回)（2019年11月1日）
- ぴあ『武田航平 オレニ撮ラセロ！』(第29回)（2019年11月8日）
- ViVi（2019年11月7日）
- ViVi（2019年11月18日）
- 映画ナタリー（2019年12月13日）
- ORICON NEWS（2019年12月15日）-youtube動画[137]
- シネマトゥデイ（2019年12月15日）-youtube動画[138]
- マイナビニュース（2019年12月20日）
- FINEBOYS Online （2019年12月21日）
- 超！アニメディア（2019年12月29日）
- アニメイトタイムズ（2019年12月30日）
- MANTANWEB（2019年12月31日）

#### 2020年
- アニメージュプラス（2020年1月23日）
- ORICON NEWS（2020年2月9日）-youtube動画[139]
- ぴあ『武田航平 オレニ撮ラセロ！』(第43回番外編)（2020年2月21日）
- スマートボーイズ（2020年2月24日）
- スマートボーイズ（2020年2月25日）
- シネマトゥデイ （2020年2月25日）-youtube動画[140]
- マイナビニュース（2020年2月26日）
- ドワンゴジェイピーnews （2020年2月27日）
- SCREEN ONLINE（2020年2月28日）
- CINEMA Life!（2020年2月28日）
- モデルプレス（2020年8月12日）
- モデルプレス（2020年11月6日）
- Ray web（2020年12月21日）

#### 2021年
- 梅棒umebou（2021年1月6日）-youtube動画[141]
- WHAT's IN? tokyo（2021年1月20日）
- Real Sound（2021年1月23日）
- スマートボーイズ（2021年2月2日）
- スマートボーイズ（2021年2月3日）
- FINEBOYS Online（2021年2月18日）-youtube動画[142]
- ULLR MAG.（2021年4月28日）
- 10QA100（2021年6月22日）

#### 2022年
- logirl（ロガール）｜note（2022年2月4日）
- ORICON NEWS（2022年2月26日）
- UNIVERSAL PRESS（2022年12月3日）
- ORICON NEWS（2022年12月11日）
- SPICE（2022年12月11日）

#### 2023年
- TV LIFE web（2023年7月5日）
- PR TIMES（2023年9月4日）

カンフェティ（2023年11月6日）
- 情報☆キック（2023年12月27日）

#### 2024年
- GQ JAPAN（2024年4月3日）
- GQ JAPAN（2024年4月22日)
- GQ JAPAN（2024年5月10日）
- GQ JAPAN（2024年5月16日）